# 女の都 (長崎市)
女の都（めのと）は長崎県長崎市の地名。現行行政地名は女の都一丁目から女の都四丁目。郵便番号 852-8144。

## 地理
長崎市北部に位置する。北で西彼杵郡長与町高田（こうだ）郷、北東で長与町吉無田郷、東で川平町、南でけやき台町、西で昭和と隣接する。丘陵地を切り開いて造成された新興住宅地であるためメインストリートは勾配10%前後の急坂で、通り沿いに一軒家が多く見られ、集合住宅は西崎団地や三丁目・四丁目付近に建ち並んでいる。直下を川平道路が女の都トンネルで貫いている。

### 山岳
- 峰遠山（ほうとおさん） - 女の都一丁目と浦上水源地の間にある山。頂上には、日露戦争の戦死者・物故者を祀った慰霊碑があるが管理者はいない。ほうとお山の「ほう」は、日露戦争時に、敵軍の攻撃に備えて大砲を据えていたことに由来する。

### 河川
- 女の都川（めのとがわ） - 女の都一丁目を流れる急流の川。浦上川支流の川平川と三川川が合流する少し下流地点に注ぎ込まれる。

## 歴史
現在の三川町と女の都には平家の落人が隠れ住んでいたということから、1200年頃には集落があったものと見られる。江戸時代には、大村藩領の向地（むかえち）地区に属し、現.女の都一丁目と二丁目が浦上木場村の川平郷として大村藩士の井石家や𡈽橋家の知行地だった。現.女の都三丁目と四丁目は、浦上家野（よの）村に属しており、のち昭和町となる。長崎市の新興住宅地としてはかなり早い時期（昭和40年代後半）から開発が行なわれ、団地名が女の都団地となったことから、川平町側が女の都一丁目と二丁目に、昭和町側が女の都三丁目と四丁目という町名に変えられた。ちなみに、江戸時代の当時、浦上木場村は大村藩領の川平郷と三組河内郷（現.三川町）からなっていた。

### 地名の由来
一部に女の都平という字があったので、その字名をとっている。江戸時代には浦上木場村の川平郷に郷名をはじめ「平」の字が付く地名が多かった。平家の落人、特に女性が落ち延びた地、というのが「女の都」の地名の由来の説のひとつ。また平家の落人狩りから逃れるため、目につかないように隠れるという意味で「目には戸を閉める」という語源から「目の戸」、これが転じて「女の都」になったという説もある。また、「メ」は窪田や谷を表し、「ト」は山や崖が迫る所の意味があり、ここからとられた説もある。

## 世帯数と人口
2022年（令和4年）1月31日現在の世帯数と人口は以下の通りである。
| 丁目        | 世帯数    | 人口    |
| ----------- | --------- | ------- |
| 女の都1丁目 | 291世帯   | 536人   |
| 女の都2丁目 | 579世帯   | 1,269人 |
| 女の都3丁目 | 496世帯   | 961人   |
| 女の都4丁目 | 692世帯   | 1,436人 |
| 計          | 2,058世帯 | 4,202人 |

## 小・中学校の学区
市立小・中学校に通う場合、学区は以下の通りとなる。
| 丁目  | 番地                   | 小学校               | 中学校               |
| ----- | ---------------------- | -------------------- | -------------------- |
| 1丁目 | 1,338番地から1,469番地 | 長崎市立西浦上小学校 | 長崎市立西浦上中学校 |
| 1丁目 | その他                 | 長崎市立女の都小学校 | 長崎市立西浦上中学校 |
| 2丁目 | 全域                   | 長崎市立女の都小学校 | 長崎市立西浦上中学校 |
| 3丁目 | 全域                   | 長崎市立女の都小学校 | 長崎市立西浦上中学校 |
| 4丁目 | 全域                   | 長崎市立女の都小学校 | 長崎市立西浦上中学校 |

## 交通
- 長崎県営バス・長崎バス女の都団地行き、西崎団地行き
  - なお、女の都の北側に長崎県営バスの長与営業所があるが、最寄のバス停が「女の都入口」という名前であり、同停留所を行先とするバスの設定も少なからず存在するため、同行先を掲出したバスを見た地元以外の人間にはかなりのインパクトがあるという[5]。

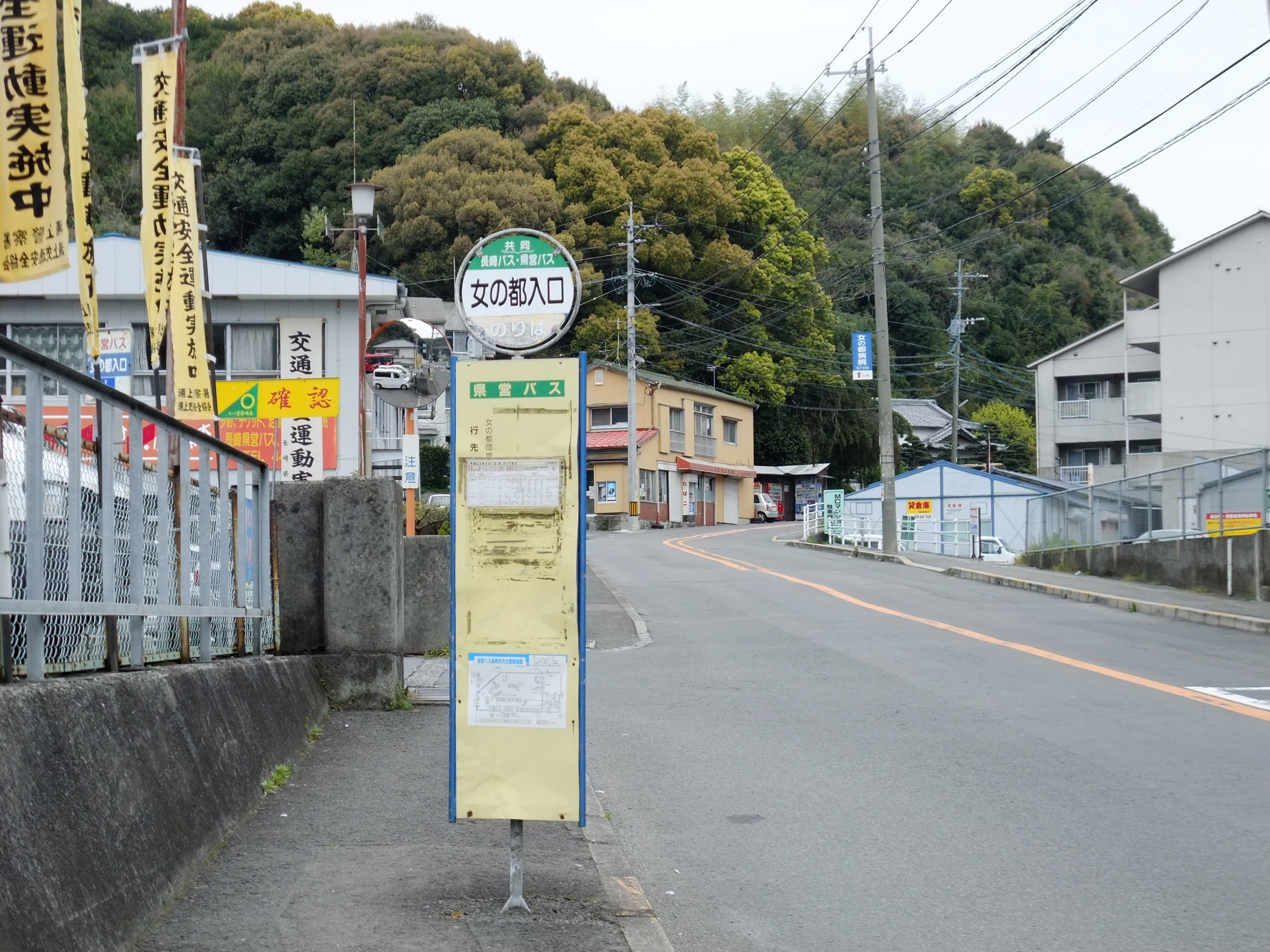
「女の都入口」バス停留所。写真左側は長崎県営バス長与営業所の敷地

## 施設
- 長崎市立女の都小学校
- 女の都幼稚園
- 第二女の都幼稚園
- 青い鳥保育園
- 女の都住吉神社

## 出身人物
- fumika（歌手）